# Franz Rohracher
Franz Rohracher (11. července 1854 – 30. července 1932 Lienz) byl rakouský knihkupec (antikvář) a politik německé národnosti z Tyrolska, na konci 19. století poslanec Říšské rady.

## Biografie
Byl synem rolníka a drobného statkáře Antona Rohrachera. Narodil se jako druhý z celkem čtrnácti sourozenců. Vychodil klášterní školu u františkánů v Lienzu. Krátce pak pracoval na rodinném statku. Následně pracoval jako písař na magistrátu, u soudu a na okresním úřadu. Sám se vzdělával. Později dlouhodobě působil coby obchodník s knihami. Provozoval antikvariát v Lienzu, založený roku 1879.
V roce 1880 se oženil. Jeho synem byl salcburský biskup Andreas Rohracher (1892–1976). Manželka Franze Rohrachera zemřela roku 1917. V roce 1919 se podruhé oženil.
Od roku 1881 zasedal v obecním zastupitelstvu a v květnu 1886 byl zvolen starostou Lienze. Starostenskou funkci zastával do roku 1890. Podle některých zdrojů zasedal i jako poslanec Tyrolského zemského sněmu, podle jiných zdrojů ovšem zemským poslancem byl pouze jeho otec Anton Rohracher.
Byl poslancem Říšské rady (celostátního parlamentu Předlitavska), kam usedl v doplňovacích volbách roku 1898 za kurii městskou v Tyrolsku, obvod Brixen, Sterzing, Kaltern atd. Nastoupil místo Rudolfa Huyna. Ve volebním období 1897–1901 se uvádí jako Franz Rohracher, obchodník se starožitnými knihami, bytem Lienz.
Ve volbách roku 1898 kandidoval za Katolickou lidovou stranu.
Zemřel v červenci 1932 ve věku 79 let po dlouhé nemoci.